# Монастырь Баумбург
Монастырь Баумбург (нем. Kloster St. Margareth zu Baumburg) — бывший августинский монастырь, располагавшийся на территории верхнебаварского района Траунштайн (община Альтенмаркт-ан-дер-Альц) и распущенный в результате секуляризации 1803 года. Монастырь Святой Маргариты был основан графом Беренгаром I фон Зульцбахом в 1107—1109 годах на территории усадьбы Берхтесгаден.